# Hermanas Tolmachovy
Las Hermanas Tolmachovy o Hermanas Tolmachevy, es un dúo ruso integrado por Anastasía (Анастасия) y María Tolmachova (Мария Толмачёва), también llamadas Nastia y Masha (Kursk, 14 de enero de 1997), hermanas gemelas que a los nueve años, ganaron el Festival de Eurovisión Junior 2006 en Bucarest, Rumania, con su canción Vesenni jazz (literal: Jazz de primavera, en ruso: Весенний Джаз). En 2014, volvieron a representar a su país, esta vez en la versión adulta del Festival de la Canción de Eurovisión.

## Festival de Eurovisión Junior 2006
Su canción fue seleccionada entre los 200 cantantes y bandas de toda Rusia que participaron en la selección nacional. En la final nacional, emitida el 4 de junio de 2006 fueron las elegidas entre los 20 actos participantes, para representar a Rusia en el Festival de Eurovisión Infantil 2006, que finalmente ganaron. Recibieron 154 puntos, por delante de Bielorrusia que consiguió 129 puntos.

## Después del festival
Las gemelas lanzaron un álbum llamado Polovinki en 2007, y han aparecido en una película para la televisión en Rusia. Participaron en el acto de apertura de la primera semifinal del Festival de la Canción de Eurovisión 2009 el 12 de mayo de 2009 en Moscú.
El 8 de marzo de 2014 fueron escogidas internamente como las representantes rusas en el Festival de la Canción de Eurovisión 2014 celebrado en Copenhague, Dinamarca. Fue la segunda vez que un exparticipante del evento junior tome parte del certamen para adultos, y la primera en que lo hacen exganadoras del primero.
La participación de las cantantes en el concurso sufrió una fuerte polémica, en gran parte debido a la postura de su país en la crisis en Ucrania de ese año y el deterioro de los derechos de la comunidad LGBT allí. Parte de la letra de Shine, el tema presentado por las gemelas, fue interpretado como una supuesta alegoría de la adhesión de Crimea a Rusia y durante su presentación en la semifinal recibió abucheos por parte de la audiencia. Pese a esta controversia, la canción de las hermanas Tolmachovy clasificó a la final del concurso y finalizó en 7.º lugar, con un total de 89 puntos.
En 2015, Anastasia y Maria probaron suerte como juezas, formando parte del jurado del proyecto «La Voz-Kursk. Niños», que se llevó a cabo en su ciudad natal, Kursk. En su primer año de universidad, las hermanas abrieron en Kursk un taller de arte escénico para niños, donde la enseñanza de canto se lleva a cabo utilizando la metodología de Seth Riggs. La escuela también ofrece formación en actuación y coreografía. En 2019, las hermanas Tolmachovy formaron parte del jurado profesional ruso en «Eurovisión-2019», uniéndose a figuras como el poeta Simón Osiashvili, el diseñador Igor Gulyaev y la compositora Lora Kvint. En 2021, lanzaron el sencillo «Planeta Sveta» (Planeta de Luz), acompañado de un videoclip.